# Armatura di Greenwich

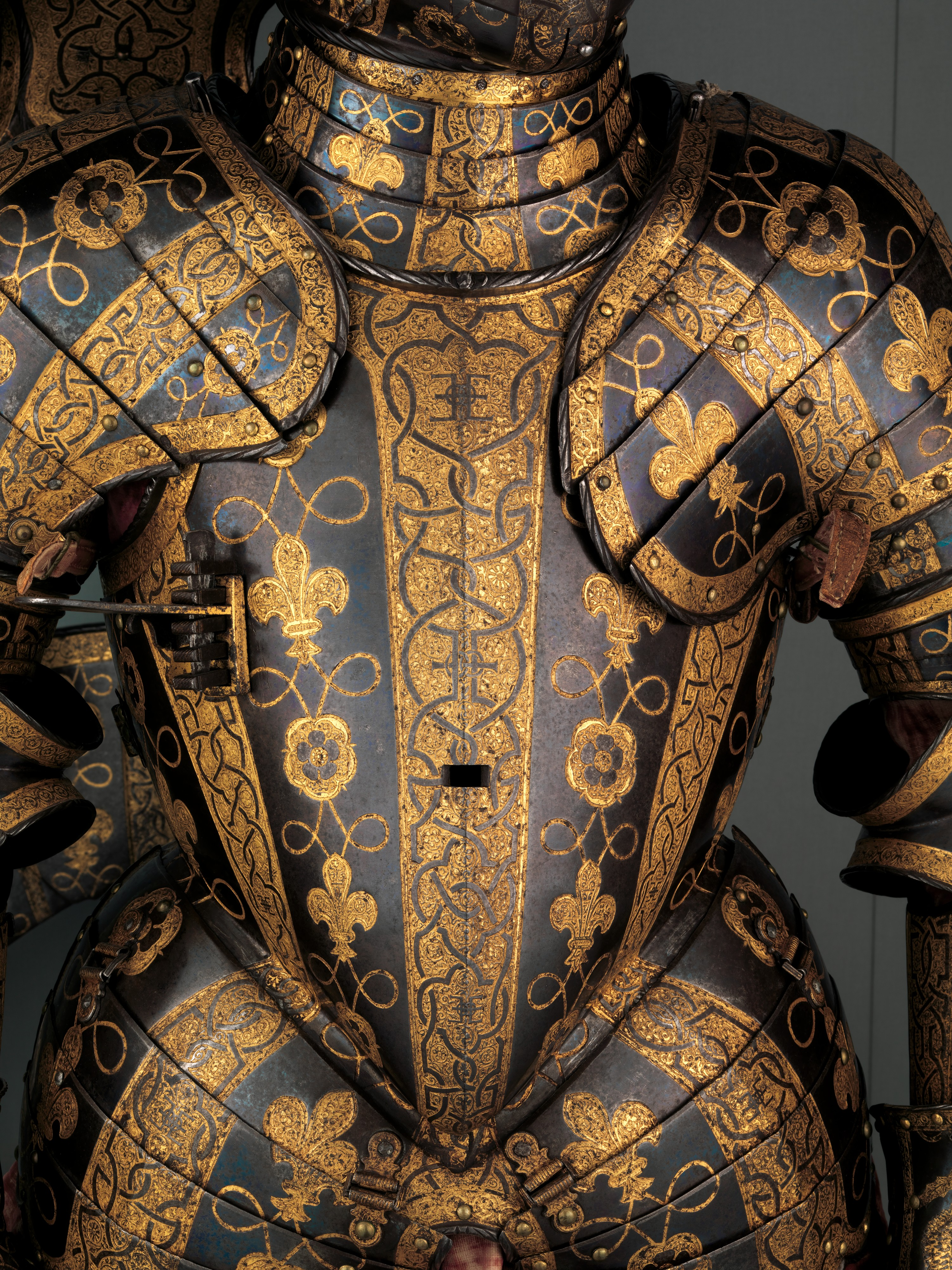
Armatura di George Clifford, III conte di Cumberland (1558–1605), 1586

Col termine armatura di Greenwich si intende un'armatura a piastre di stile tipicamente inglese prodotta dalla Royal Almain Armoury fondata da re Enrico VIII nel 1511 a Greenwich presso Londra, produzione che continuò sino alla Guerra civile inglese. L'armeria venne formata da maestri armaioli fatti appositamente venire in Inghilterra da Enrico VIII, inizialmente dall'Italia e dalle Fiandre, ma poi dominata dai tedeschi nel XVI secolo. Il più famoso di questi al laboratorio di Greenwich fu senz'altro Jacob Halder, responsabile dell'armeria dal 1576 al 1607. Fu questo il periodo di massimo splendore della produzione dell'armeria e coincise con la produzione di armature dorate e riccamente decorate di tardo stile Tudor.
Col declino dell'armatura a piastre sul finire del XVI secolo, gli armaioli di Greenwich iniziarono a creare non più armature per la battaglia ma piuttosto per tornei cerimoniali. La giostra era uno dei passatempi preferiti di Enrico VIII (anche a costo della sua salute), e sua figlia Elisabetta I fece della propria incoronazione una cerimonia pubblica di vasta eco, focalizzando l'attenzione su dichiarazioni iperboliche di fedeltà e devozione.
Il laboratorio produceva armature su misura per la nobiltà; il governo commissionava anche produzioni di massa per l'esercito. Il catalogo delle armature di Greenwich constava di 24 differenti tipologie e divenne noto come "Jacob Album" dal nome del suo creatore, includendo come modelli alcune tra le più importanti figure della corte elisabettiana. In questo periodo si sviluppò uno stile proprio dell'armeria di Greenwich, contraddistinto dall'imitazione dei vestiti, l'uso notevole della doratura e delle aree colorate oltre ad una decorazione complessa sullo stile del Manierismo.

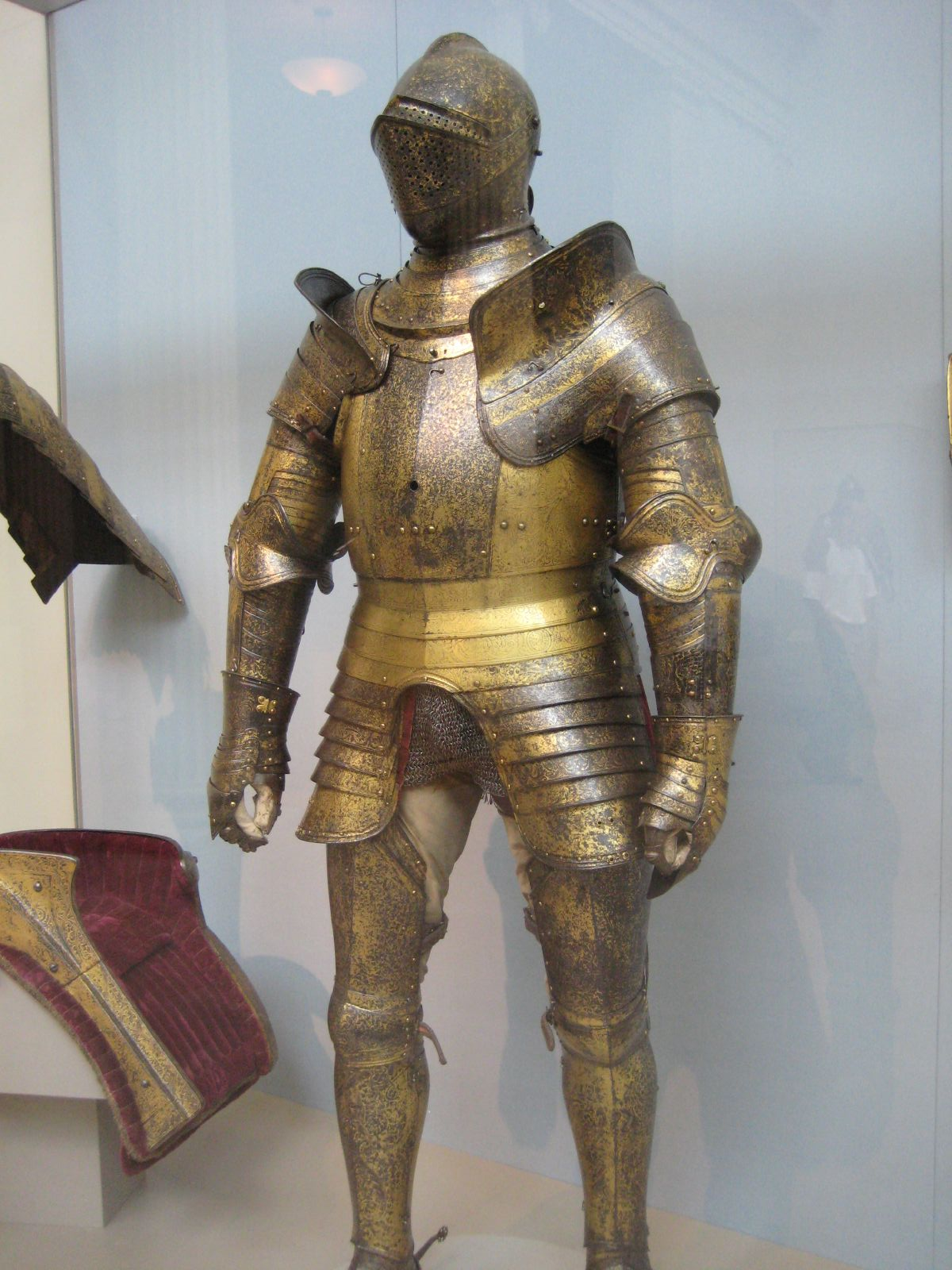
Armatura con dorature prodotta a Greenwich per re Enrico VIII

A metà del XVII secolo, l'armatura a piastre adottò una forma più rigida ed utile a favorire nel contempo un minor peso e protezione (anche a fronte di armi da fuoco più potenti presenti in battaglia) oltre all'estetica, e venne perlopiù relegata alla cavalleria pesante; successivamente, scomparve quasi completamente. Il laboratorio di Greenwich rappresentò in questo senso l'ultimo fiorire di quest'arte in Inghilterra, costituendo un genere unico nell'arte del tardo Rinascimento.

## Caratteristiche

### Periodo enriciano
Anche se certamente esistevano degli armaioli inglesi al lavoro per la corte già prima del 1511, derivati sicuramente dalla gilda di Londra, pare che questi non fossero in grado di lavorare su vasta scala e non riuscissero a produrre lavori di alta qualità né a seguire gli stili migliori diffusi in Europa. Il pagamento di due armaioli milanesi a Greenwich di £6 2/3 per due botti di vino realizzato nel luglio del 1511, dimostra la loro presenza in loco che venne richiesta per un periodo di due anni dal marzo di quello stesso anno. Il Palazzo di Greenwich continuava ad essere un'importante residenza reale, luogo di nascita di Enrico e delle sue due figlie. Dal 1515 vi erano al servizio inglese sei maestri armaioli tedeschi, assieme (anche se separati nel lavoro) a due maestri fiamminghi, due pulitori ed un apprendista, tutti alle dirette dipendenze del maestro armaiolo del re, John Blewbury. Tutti indossavano una livrea di damasco.
Nel 1516 il laboratorio si spostò più vicino a Londra (ma sempre al di fuori della città stessa, dal momento che le regole della gilda della capitale avrebbero impedito di costruirlo entro le mura per ragioni di concorrenza) presso un mulino situato a Southwark, mentre a Greenwich si iniziò la costruzione di un nuovo mulino. Al completamento di quest'ultimo nel 1520, il gruppo tornò a Greenwich.

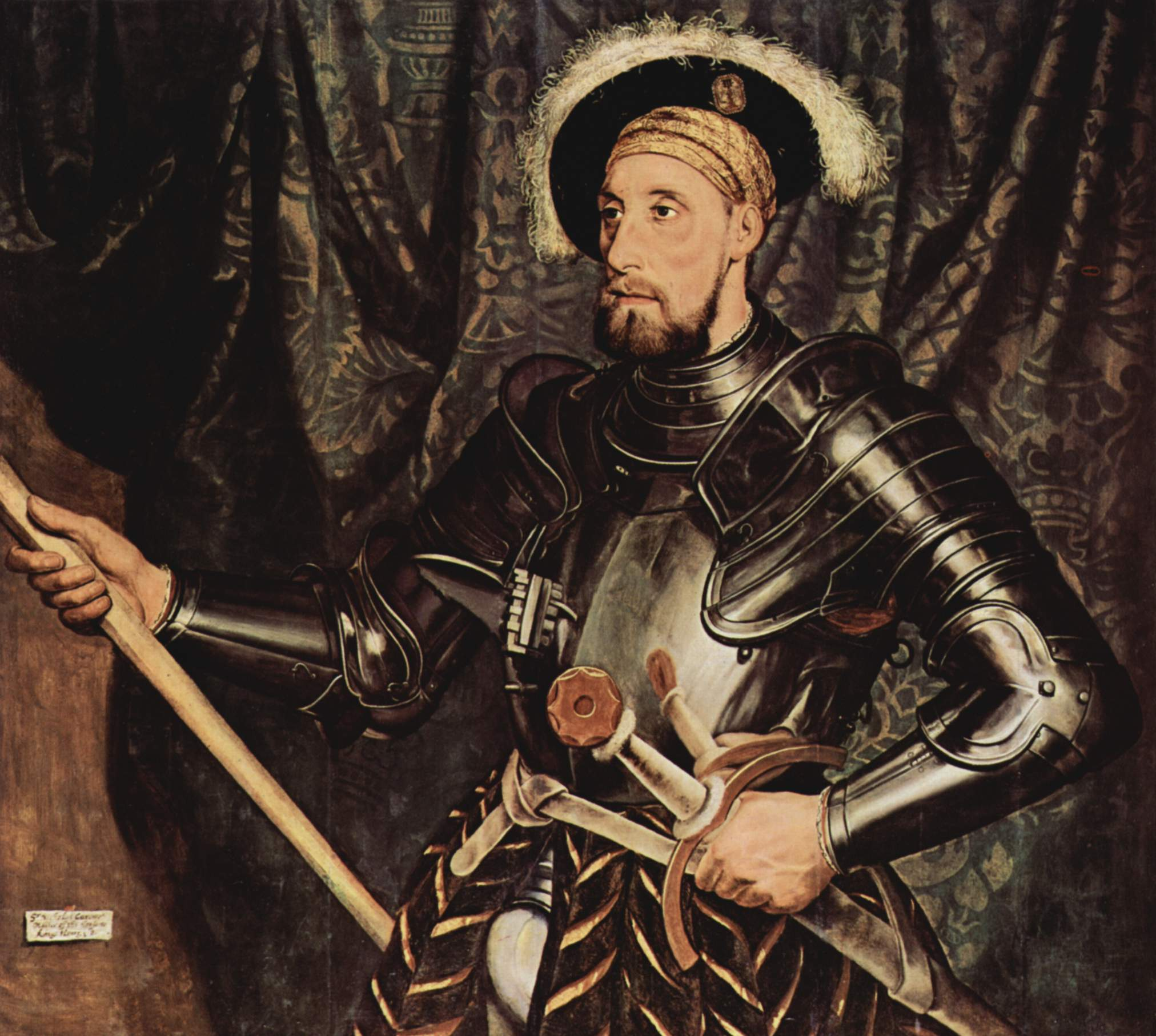
Sir Nicholas Carew mentre indossa un'armatura prodotta a Greenwich del 1532–33.

Le prime finiture realizzate a Greenwich, create sotto il regno di Enrico VIII, avevano un colore tipicamente uniforme con dorature o argentature in alcune parti con motivi decorativi intricati, spesso disegnati da Hans Holbein. Le linee di queste armature erano tipicamente simili a quelle di altre provenienti dalla Germania settentrionale del medesimo periodo; le decorazioni, però, erano spesso ancora più stravaganti. Un buon esempio di questi primi esempi di armature prodotte a Greenwich sono le armi prodotte per Galiot de Genouillac, conestabile di Francia, ma inizialmente create per re Enrico VIII. L'armatura, attualmente al Metropolitan Museum of Art di New York, ha uno speciale corsetto costruito all'interno della corazza per sostenere il peso della pesante pancia del re. L'armatura presenta anche delle scarpe d'arme nello stile massimilianeo. Di disegno simile ma senza decorazioni dorate è un'altra armatura da torneo realizzata per Enrico VIII che oggi si trova alla Torre di Londra che è famosa per la sua spropositata conchiglia.

### L'età d'oro

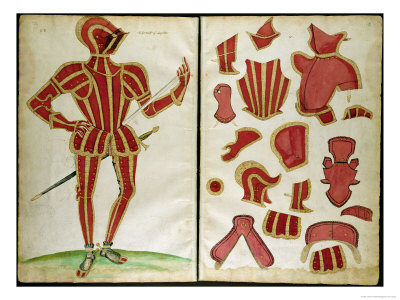
L'armatura di Robert Dudley, I conte di Leicester, dipinta nell'album di Jacob

Dopo il regno di Enrico VIII, le armature di Greenwich iniziarono ad evolversi in uno stile unico e differente rispetto al passato. Numerose furono le caratteristiche di questo secondo periodo: una era l'imitazione della moda popolare al tempo, riflettendo così il gusto di vestire del proprietario da civile anche in guerra. Dal 1560 le corazze vennero disegnate ad imitare la curvatura "a pesca" dei farsetti che erano estremamente popolari tra i gentiluomini dell'epoca elisabettiana. Questo particolare tipo di corazza aveva una forma curva e terminava con una noce all'inguine, dove si incurvava con una protrusione a forma di corno. Le dorature o le argentature dell'epoca precedente vennero sostituite con fasce smaltate di vari colori, orizzontalmente presso la cintura o verticale lungo la corazza, a simulare le strisce colorate dei vestiti ricamati secondo la moda del tempo.
Gli esempi più classici di questa nuova tipologia si trovano nelle armature di Robert Dudley, I conte di Leicester e di Henry Herbert, II conte di Pembroke, come pure in quella di William Somerset, III conte di Worcester.

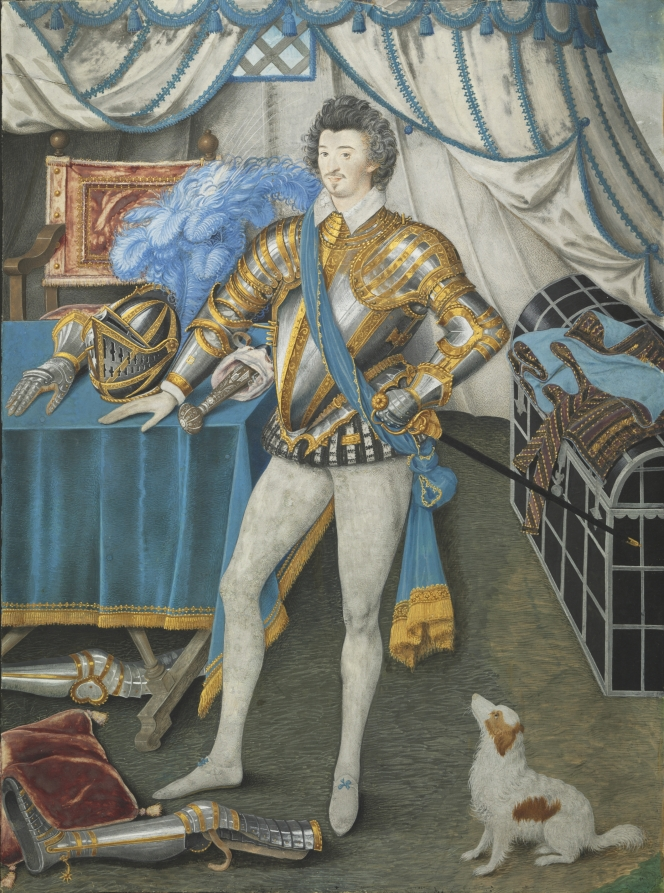
Sir Anthony Mildmay, giovane cavaliere, con parti di un'armatura di Greenwich. La "pesca" della corazza è molto pronunciata in questo esempio.

Altra caratteristica delle armature di Greenwich prodotte in epoca elisabettiana fu l'uso dei colori in generale per decorare le armature. I vecchi stili di realizzazione delle armature, come nel caso di quelle massimilianee o gotiche, enfatizzavano la forma del metallo, tendendo a creare disegni artistici sull'armatura senza l'uso di colori. Lo stile di Greenwich, invece, unì alle decorazioni complesse l'uso dei colori, dei tessuti e dei disegni più in voga in Europa.
Il contrasto dei colori era estremamente importante, dal momento che come si è detto consentiva di seguire le ultime mode dei vestiti civili. La decorazione dell'armatura dipendeva dalla ricchezza dell'acquirente, e spaziava dai pezzi più artistici ed elaborati come quella di George Clifford a quelli relativamente semplici detti "armature bianche" inframezzate da strisce di colore più scuro. In entrambi i casi, l'uso di colori contrastanti divenne un tratto distintivo dello stile di Greenwich.
Tre erano i colori con cui l'acciaio veniva colorato: blu, marrone e rosso. Il blu dava delle finiture blu-nere all'armatura finita, il marrone, come suggerisce il nome stesso, dava all'acciaio un colore marrone scuro, che contrastava in maniera netta col resto dell'armatura come nel caso dell'armatura di George Clifford, III conte di Cumberland. Infine il rosso, più propriamente rosso scuro o viola, era tipicamente utilizzato con delle dorature. I colori potevano essere utilizzati anche tutti e tre nella stessa armatura per evidenziare le sfumature di ogni singola parte, oppure per creare le parti del medesimo pezzo. L'armatura del conte di Worcester è una degli esempi di transizione con dorature su smaltatura blu.
Gli elmi prodotti a Greenwich avevano anch'essi una forma distintiva, con una visuale alta e la parte per gli occhi perforata verticalmente oppure con una serie di piccoli fori frontali.
Le armature prodotte a Greenwich avevano poi una specifica caratteristica, ovvero quella di disporre di una serie di set intercambiabili, denominati tecnicamente "pezzi di cambio" col medesimo disegno, così da poter assemblare l'armatura del medesimo stile per il combattimento a cavallo, a piedi o per scopi cerimoniali. Tra questi pezzi vi era anche una borgognotta, un particolare elmo cerimoniale da parata aperto completamente sul davanti, oltre ad un visore removibile, una granguardia per rafforzare la parte superiore del torso ed un paracollo; una passaguardia per rinforzare il braccio, un manifero per proteggere le mani. Poteva includere anche uno shaffron, un'armatura metallica che proteggeva la testa del cavallo del cavaliere, oltre ad un set di speroni decorati.

### Periodo Stuart

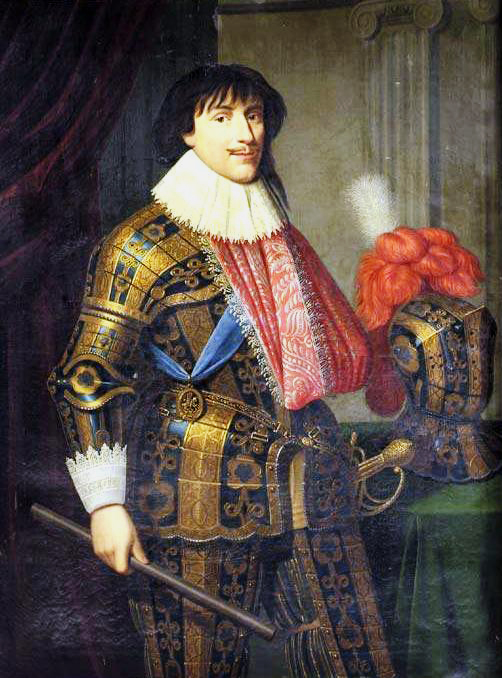
Cristiano di Brunswick (1599–1626) indossa un'armatura di Greenwich donatagli da Enrico Federico Stuart, principe di Galles

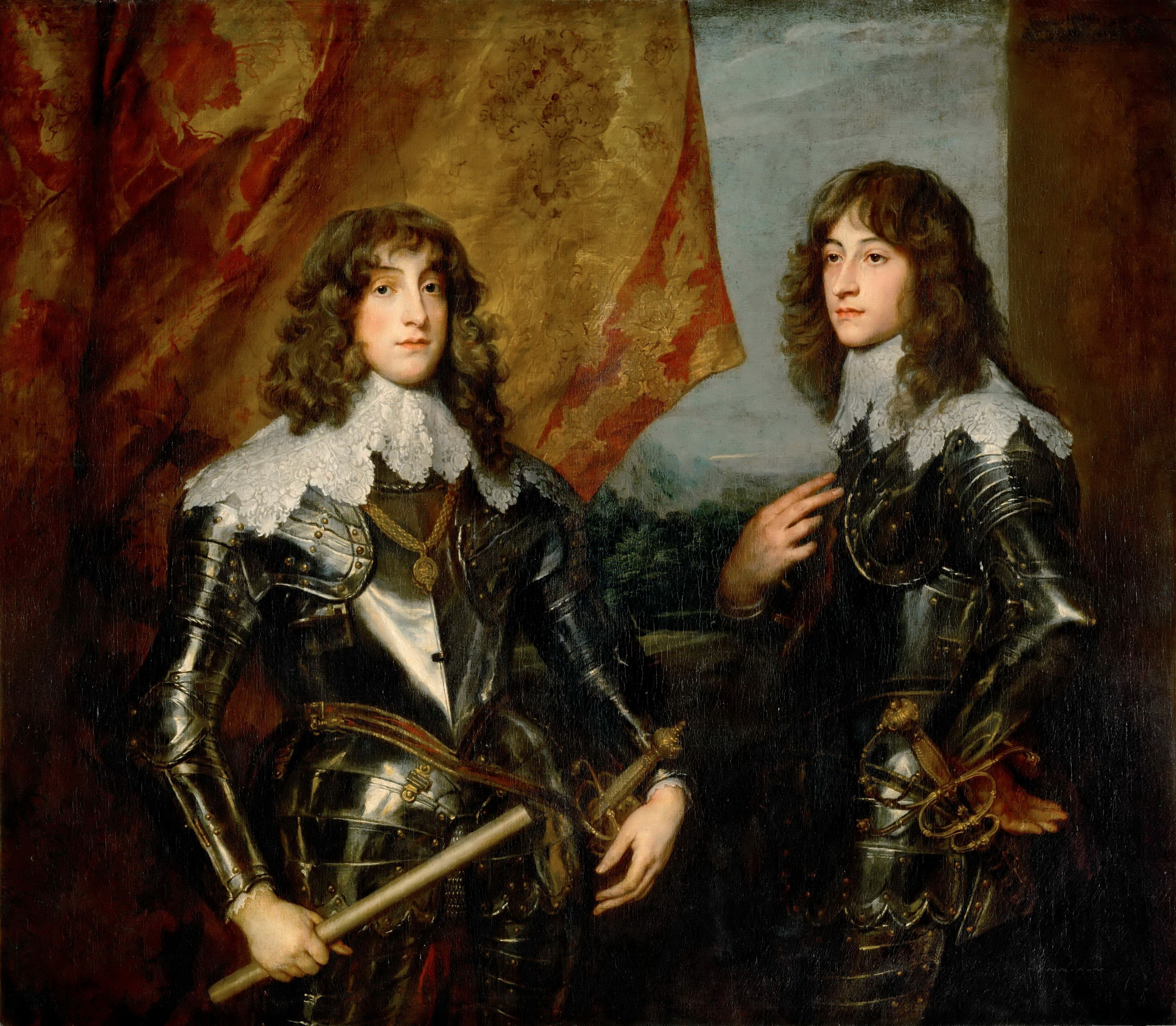
Rupert del Palatinato e Carlo I Luigi del Palatinato in uniformi del tardo periodo Greenwich

Il laboratorio di Greenwich continuò a produrre armature durante i regni di Giacomo I e Carlo I, sebbene l'epoca dei grandi tornei e della cavalleria solenne che aveva caratterizzato l'Inghilterra elisabettiana era ormai stata ampiamente sorpassata dalla morte di Enrico Federico Stuart, principe di Galles. Questa transizione può essere vista chiaramente nello stile delle armature post-giacobite prodotte a Greenwich; le decorazioni dorate scomparvero completamente, talvolta colorato ma con toni blu-grigio e senza decorazioni particolari. 
In questo periodo le scarselle erano divenute più lunghe, sino al ginocchio, con ulteriori protezioni anche per i gomiti. Ad ogni modo, le armature di Greenwich anche nel periodo della guerra civile inglese mantennero alcuni tratti distintivi del secolo precedente; le corazze pettorali continuarono ad avere la classica forma "a pesca" come si può notare dai ritratti dei principali uomini chiave di stato e militari dell'epoca.

## IlJacob Album

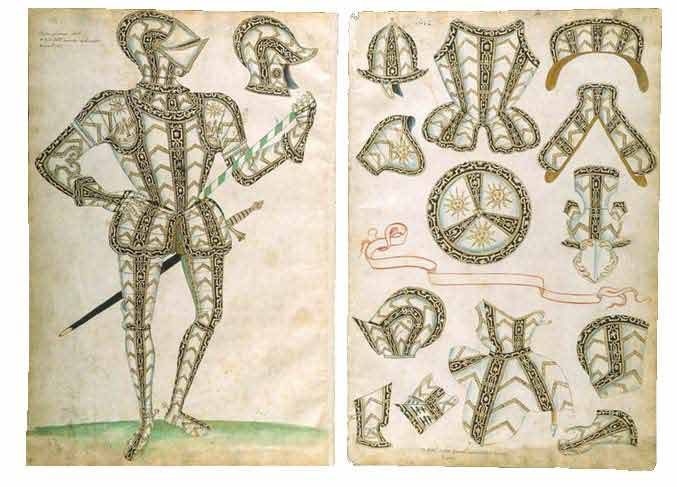
L'armatura di Sir Henry Lee dipinta nell'album

Un album, oggi conservato al Victoria and Albert Museum, venne disegnato da Jacob Halder con delle illustrazioni a colori di ventinove differenti tipologie di armature di Greenwich per gentiluomini di alto rango di epoca elisabettiana; molte appartengono alle tipologie tradizionali con però raffigurati anche i pezzi di ricambio addizionali. Ogni disegno comprende anche un'immagine della persona che la commissionò con indosso l'armatura.
Tra i nobili elencati vi sono molti dei più potenti aristocratici della corte elisabettiana. Tra di loro si riconoscono Robert Dudley, I conte di Leicester; William Herbert, I conte di Pembroke, Sir Thomas Bromley, lord cancelliere d'Inghilterra; Sir Christopher Hatton, che succedette a Bromley come lord cancelliere e si disse che fu uno degli amanti della regina Elisabetta; Sir Henry Lee, primo ufficiale e campione della regina Elisabetta; e George Clifford, III conte di Cumberland, secondo ufficiale e campione della regina nonché noto comandante militare per la presa del Forte San Felipe del Morro.

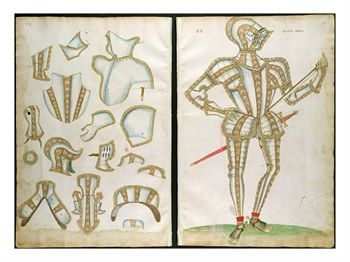
L'armatura di Thomas Scrope nell'album di Jacob

Altre figure chiave le cui armature sono illustrate nell'album sono Thomas Sackville, I conte di Dorset (all'epoca "Lord Buckhurst"), che prestò servizio come Lord Gran Tesoriere ma che è noto in particolare per essere stato il coautore di Gorboduc, una delle prime tragedie scritte in blank verse, e Sir James Scudamore, gentleman usher e campione che fu alla base del personaggio di "Sir Scudamour" nel racconto The Fairie Queene di Edmund Spenser. Una delle armature dell'album è quella di "Giovanni, duca di Finlandia" – il futuro re Giovanni III di Svezia, che visitò l'Inghilterra nel 1560 per promuovere il matrimonio tra la regina Elisabetta e suo fratello Eric.
Un altro disegno raffigura un uomo di nome Bale Desena, l'identità del quale rimane un mistero tutt'oggi. Questo uomo probabilmente non era un inglese, e il suo nome (probabilmente scritto in maniera erronea) potrebbe suggerire un'origine spagnola o italiana. Questi commissionò un'armatura al laboratorio di Greenwich, forse per farne dono, oppure la ricevette in dono a sua volta. Cristiano di Brunswick, cugino e amico di Enrico Federico Stuart, principe di Galles, ottenne in dono un'armatura di Greenwich splendidamente decorata e dorata che rimase nella collezione della famiglia dei duchi di Brunswick sino a quando non venne acquistata da Ronald Lauder.
Ventitré delle ventinove armature dell'album appartengono a individui differenti; Robert Dudley, Christopher Hatton e Henry Lee, probabilmente per via del loro status di favoriti della regina Elisabetta, possiedono ciascuno due suite di armature ciascuno, oltre a una notevole fornitura di parti addizionali. Molte armature qui raffigurate sono giunte sino ai nostri giorni. Le armature di Robert Dudley, William Somerset e William Herbert si trovano nelle Royal Armouries della Torre di Londra, mentre quella di Christopher Hatton si trova alle Royal Armouries di Leeds, assieme a quella del noto soldato, esperto di tattica e scrittore militare di epoca elisabettiana John Smythe. L'armatura completa di George Clifford si trova in mostra al Metropolitan Museum of Art di New York, assieme alle armature di Sir James Scudamore e Henry Herbert, II conte di Pembroke.
Se comparati con le armature in originale, i disegni di Jacob Halder sono molto simili al prodotto finale. Le uniche differenze sono che l'armatura originale di William Somerset, conte di Worcester, mostra un fondo rosso scuro con delle bande dorate, mentre quella del disegno ha un fondo nero.

## Galleria d'immagini

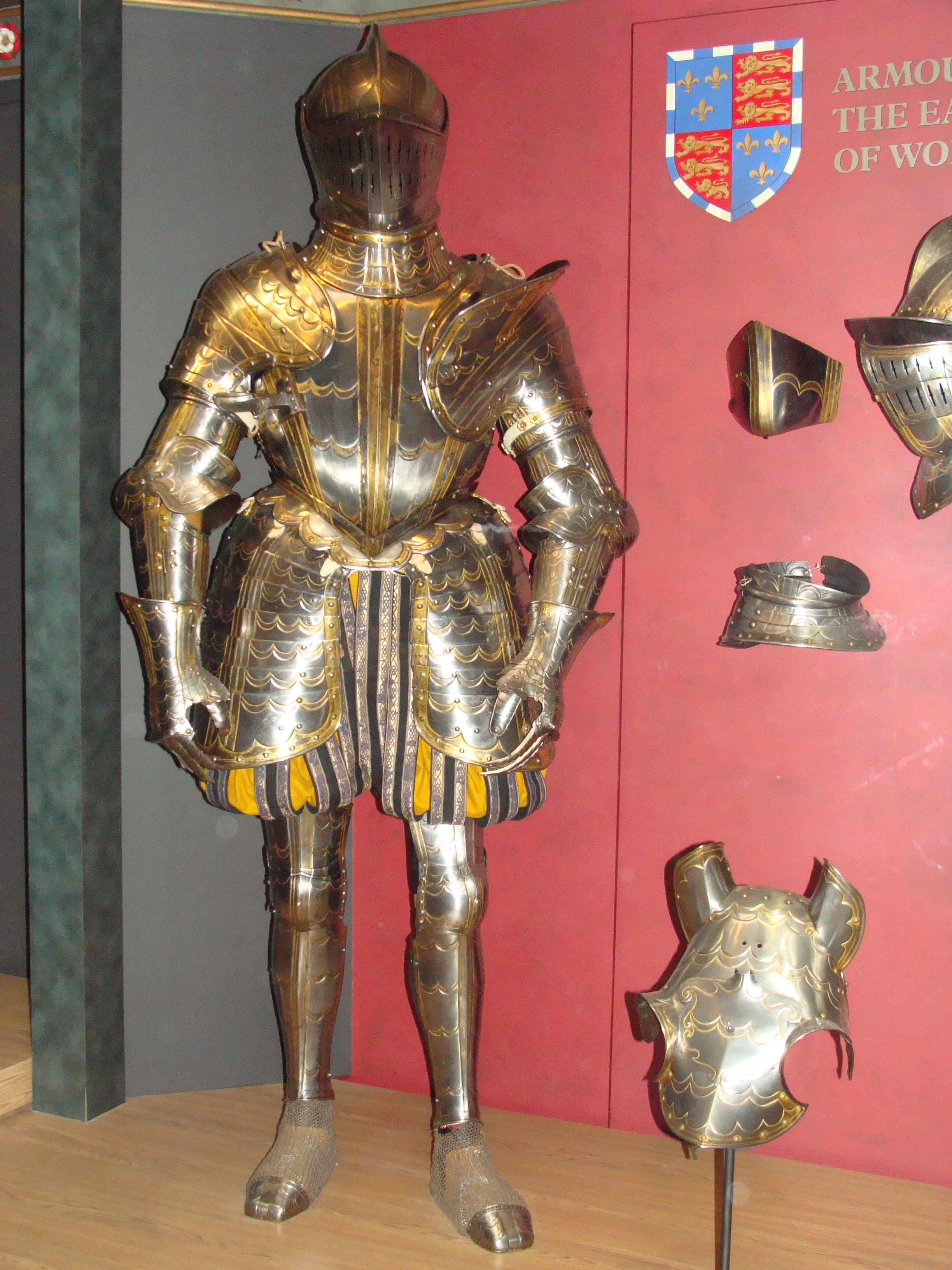
Armatura di William Somerset, III conte di Worcester, Torre di Londra
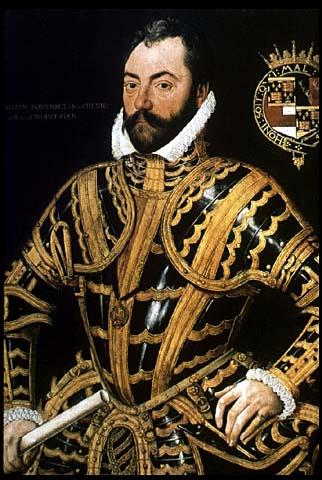
La medesima armatura di William Somerset come appariva in origine
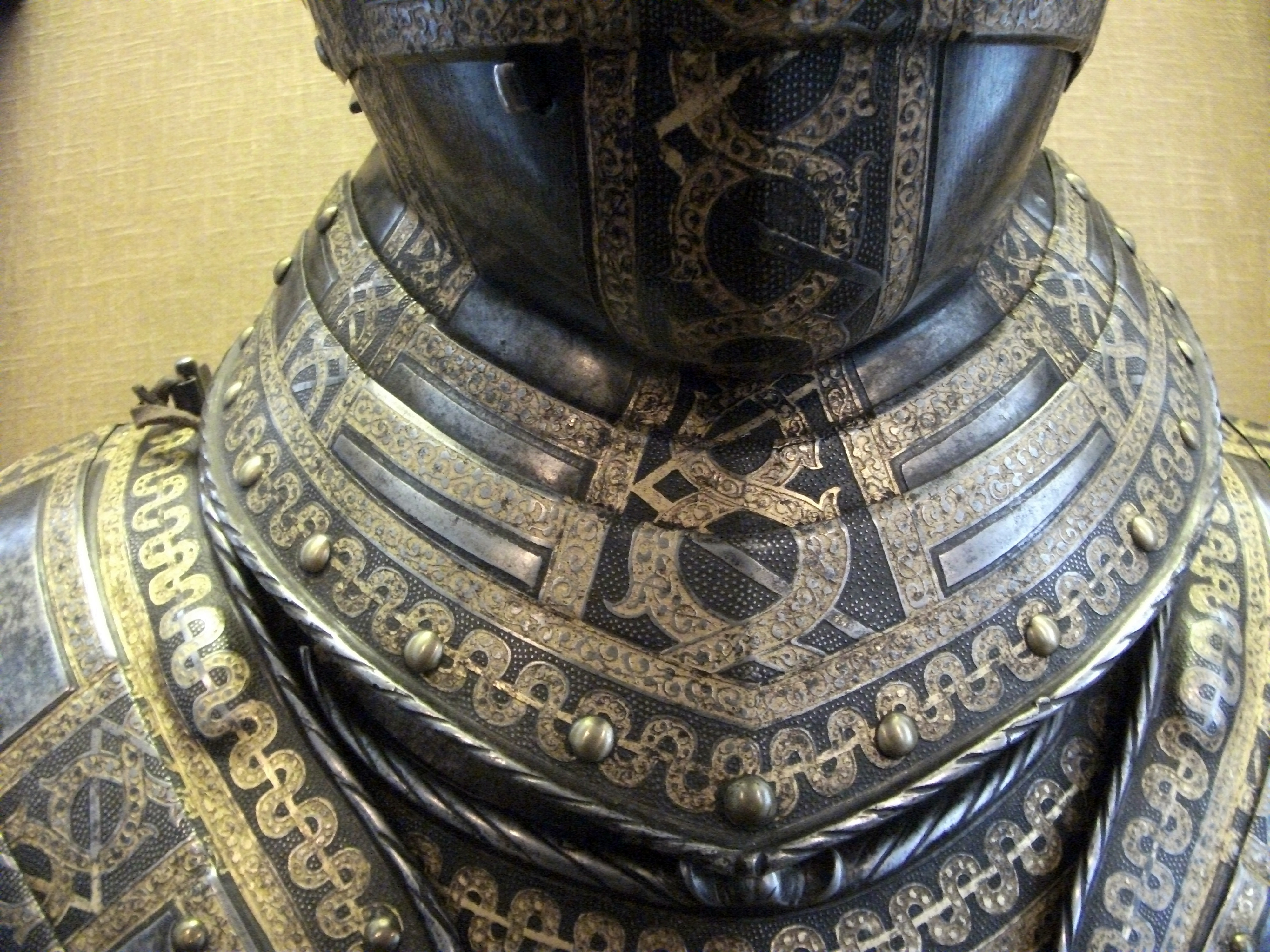
Armatura di Thomas Sackville, I conte di Dorset, Jacob Halder, c. 1587 - 1589
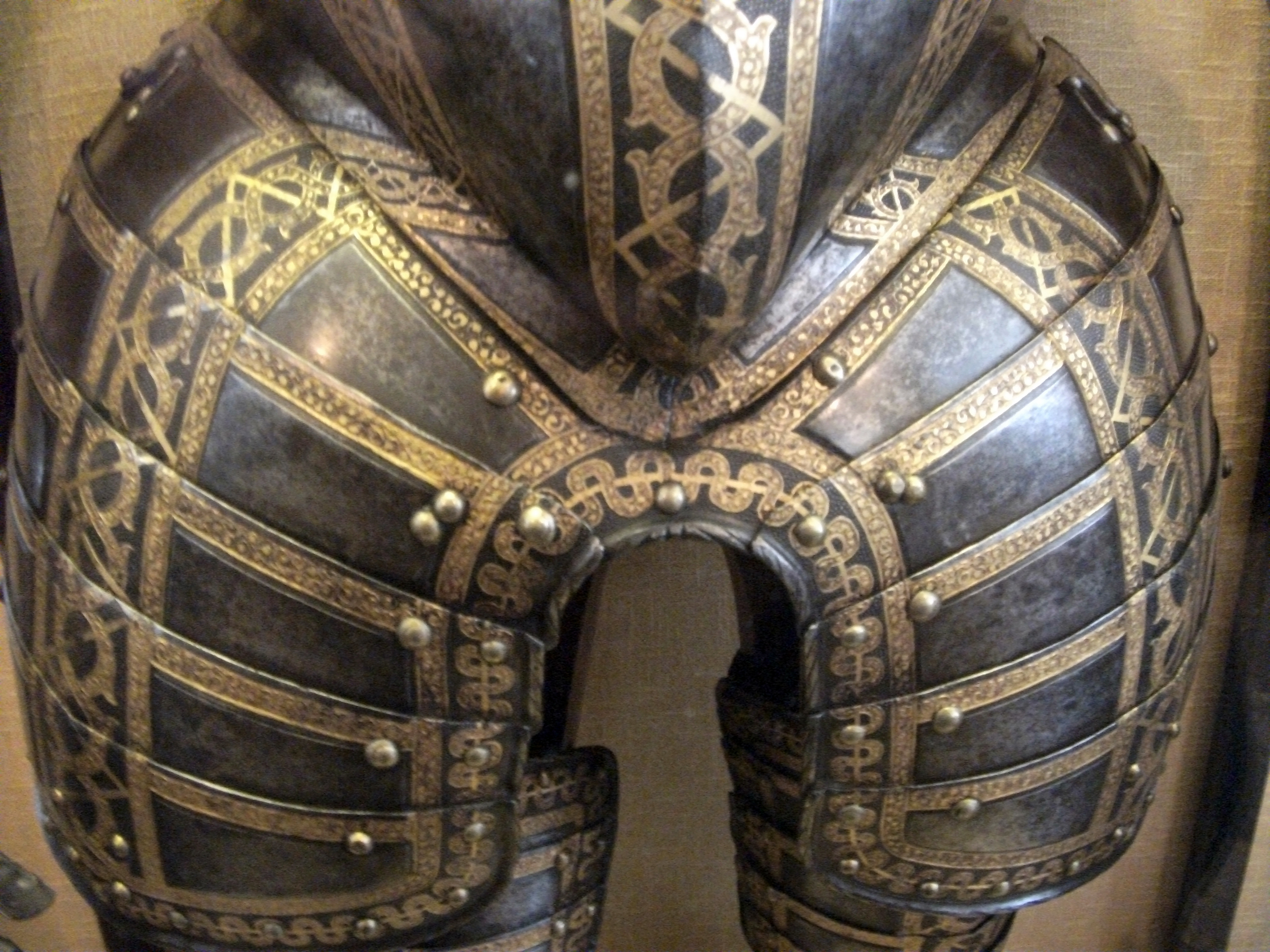
Falda e scarselle dell'armatura Sackville
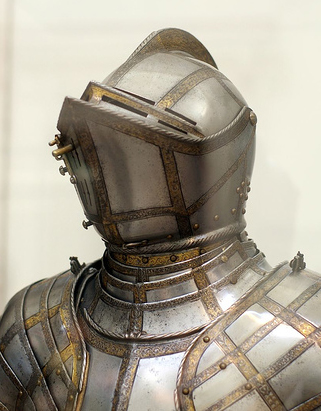
Armatura di Sir James Scudamore, 1590 c.
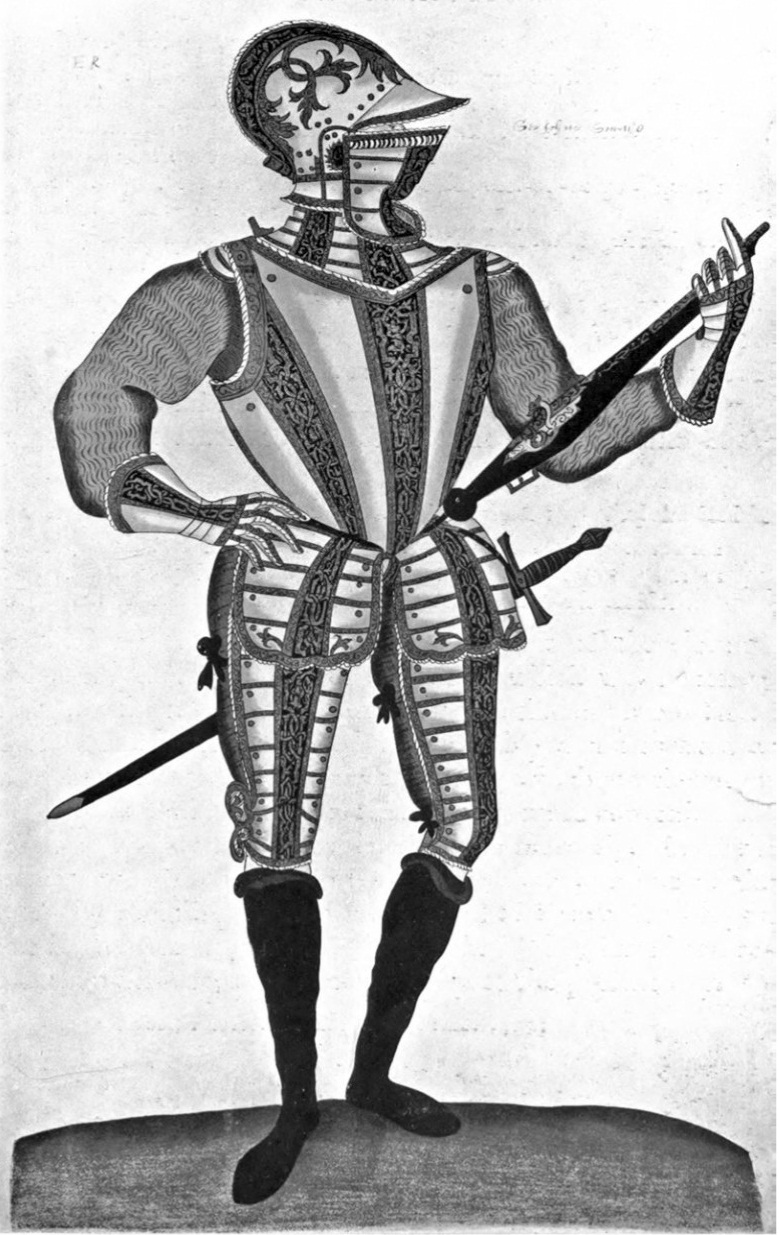
Armatura di Sir John Smythe, soldato e scrittore, nel Jacob Album
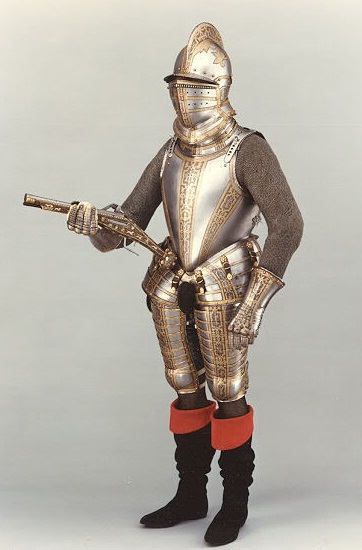
Armatura originale di Sir John Smythe, praticamente identica al disegno
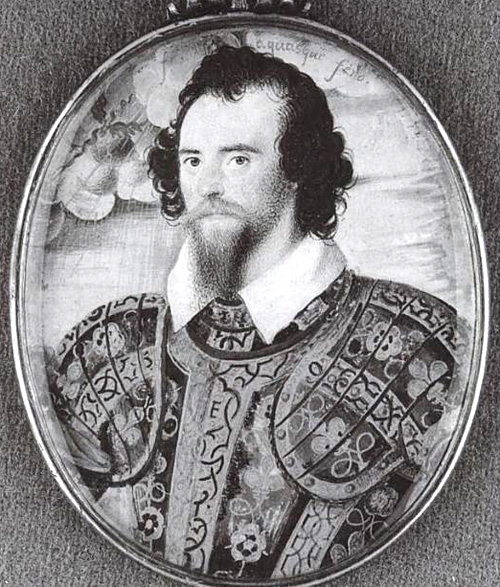
George Clifford indossa l'armatura
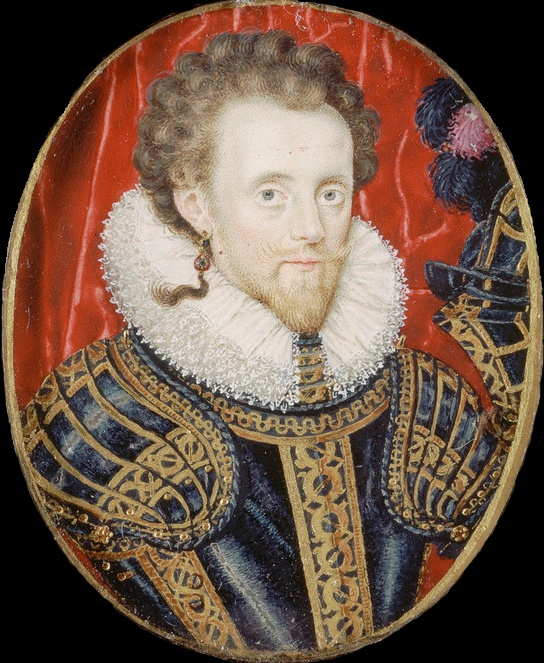
William Compton, I conte di Northampton
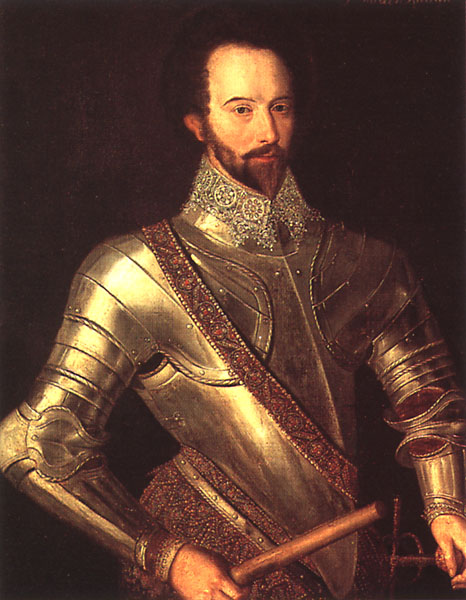
Sir Walter Raleigh
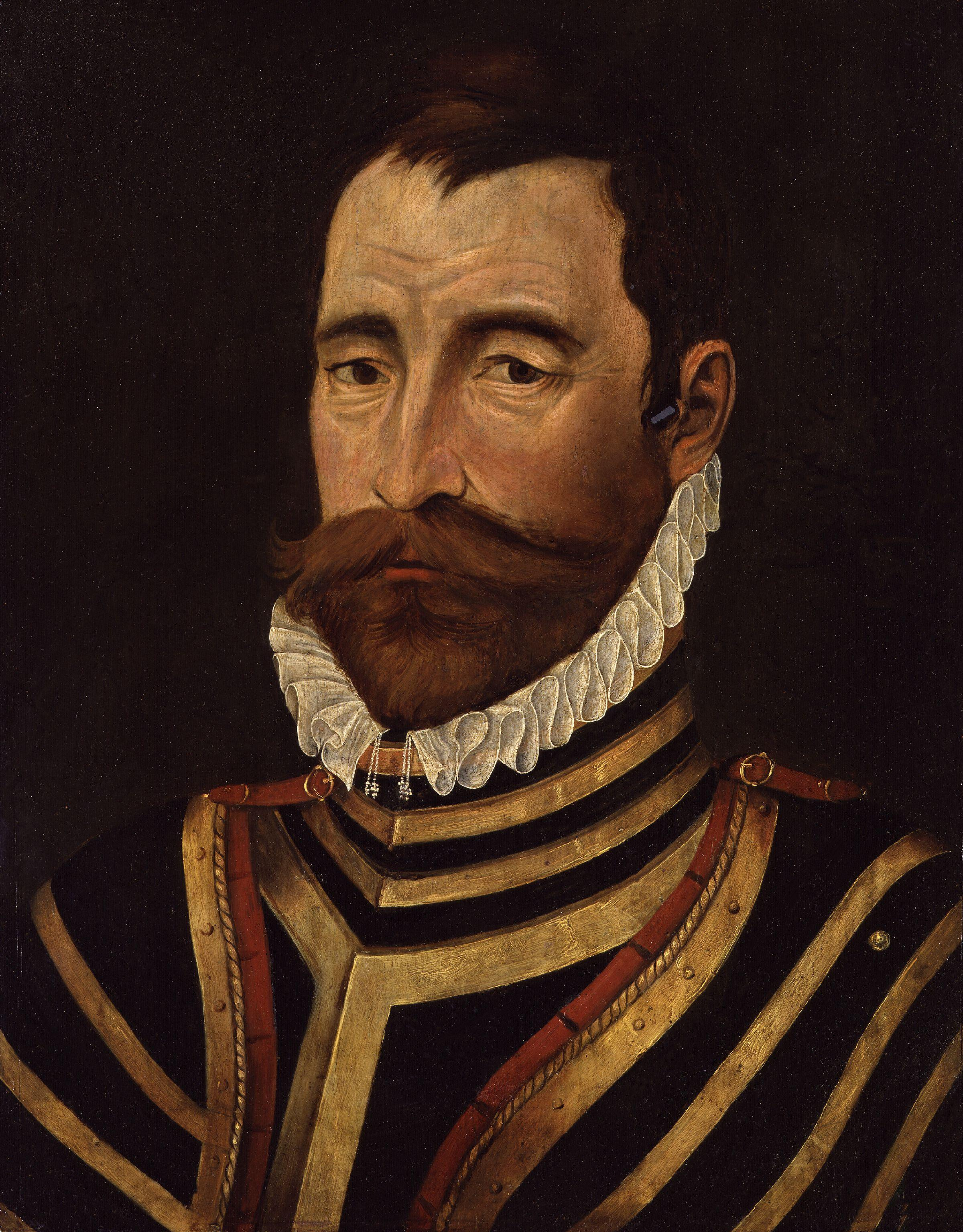
William Drury
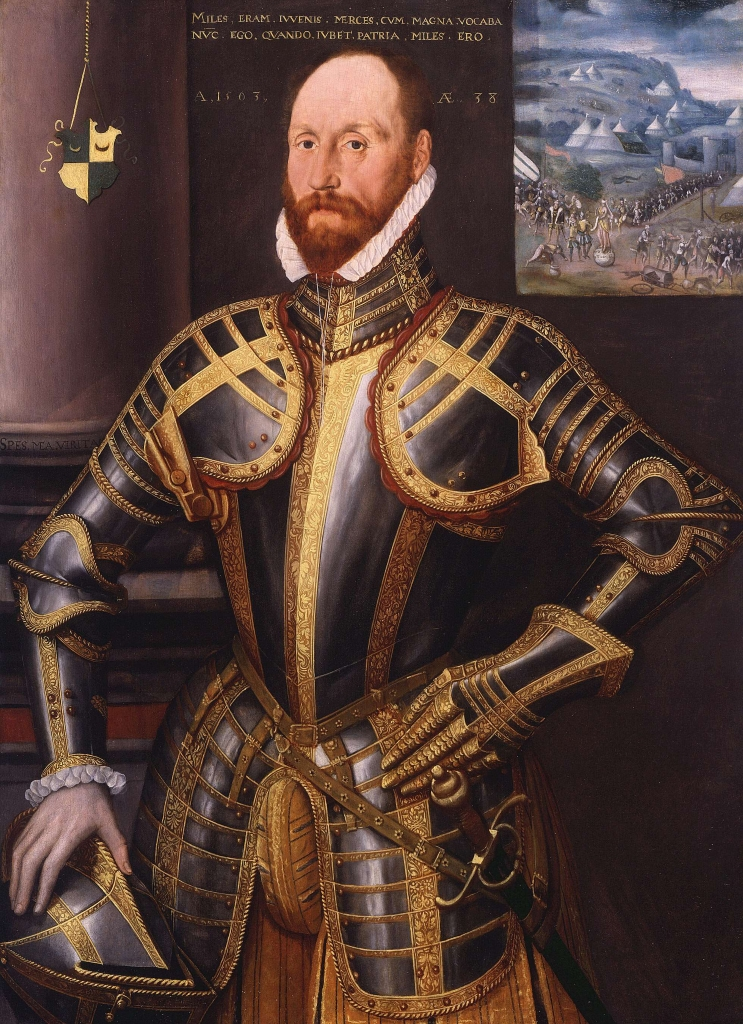
John Farnham
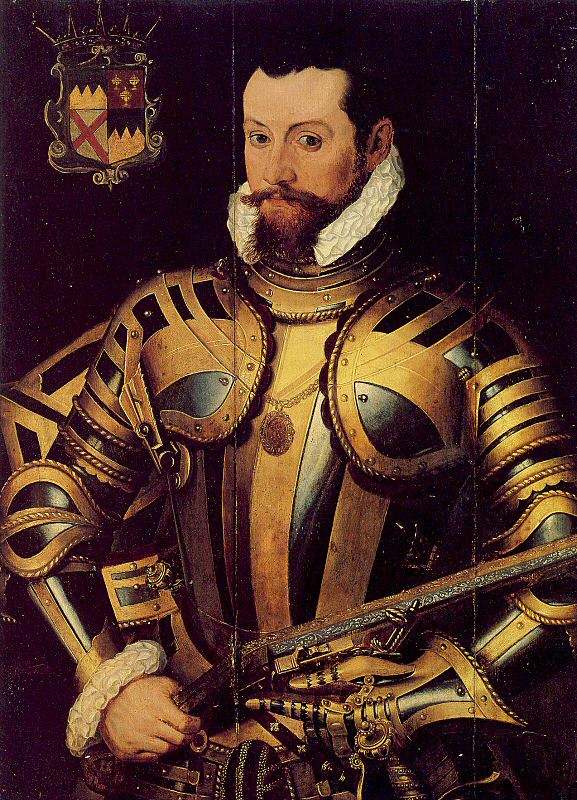
Thomas Butler, X conte di Ormond
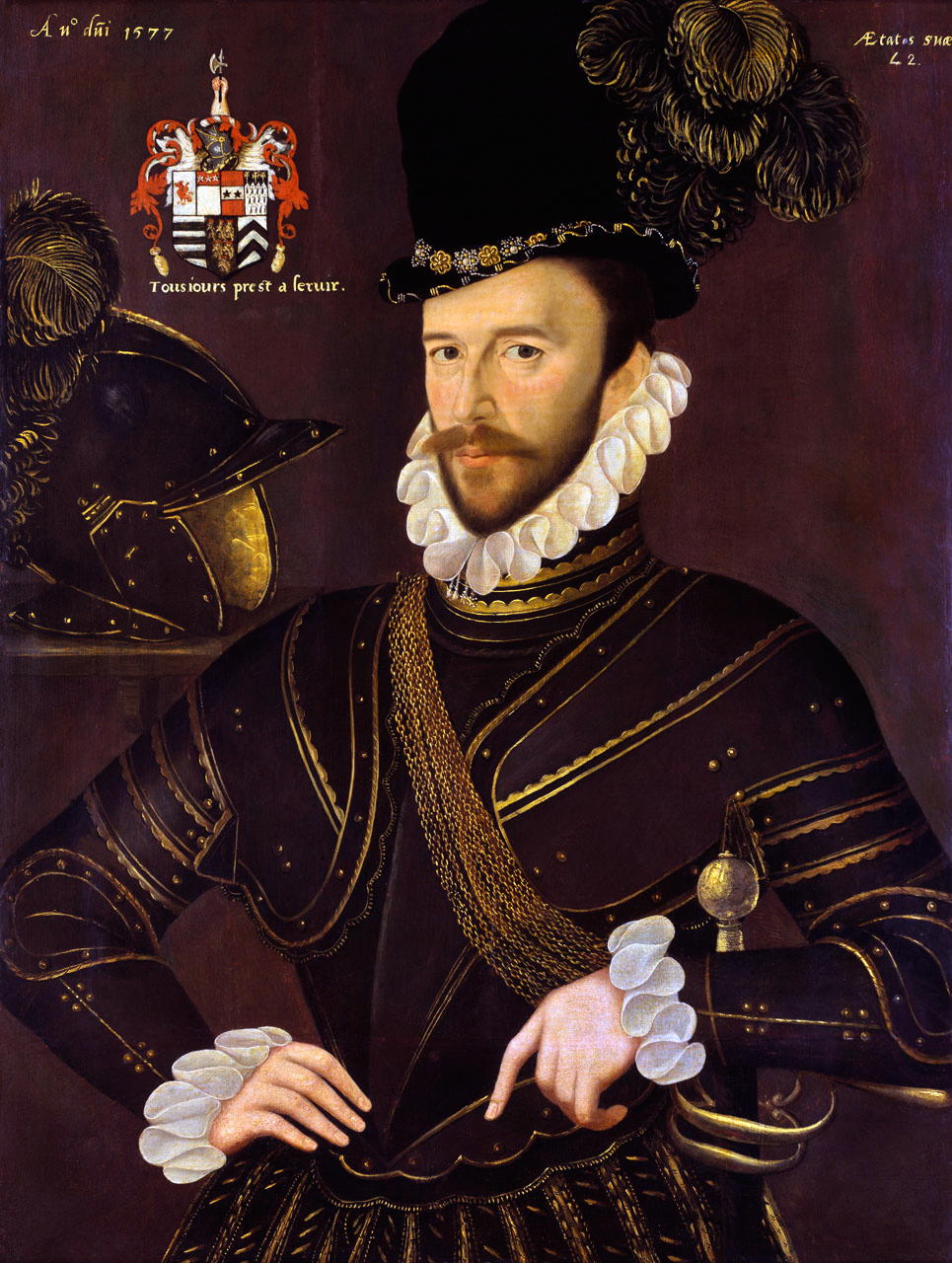
Richard Drake
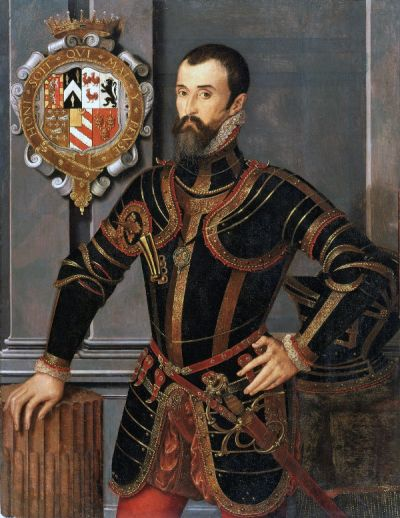
William Herbert, I conte di Pembroke
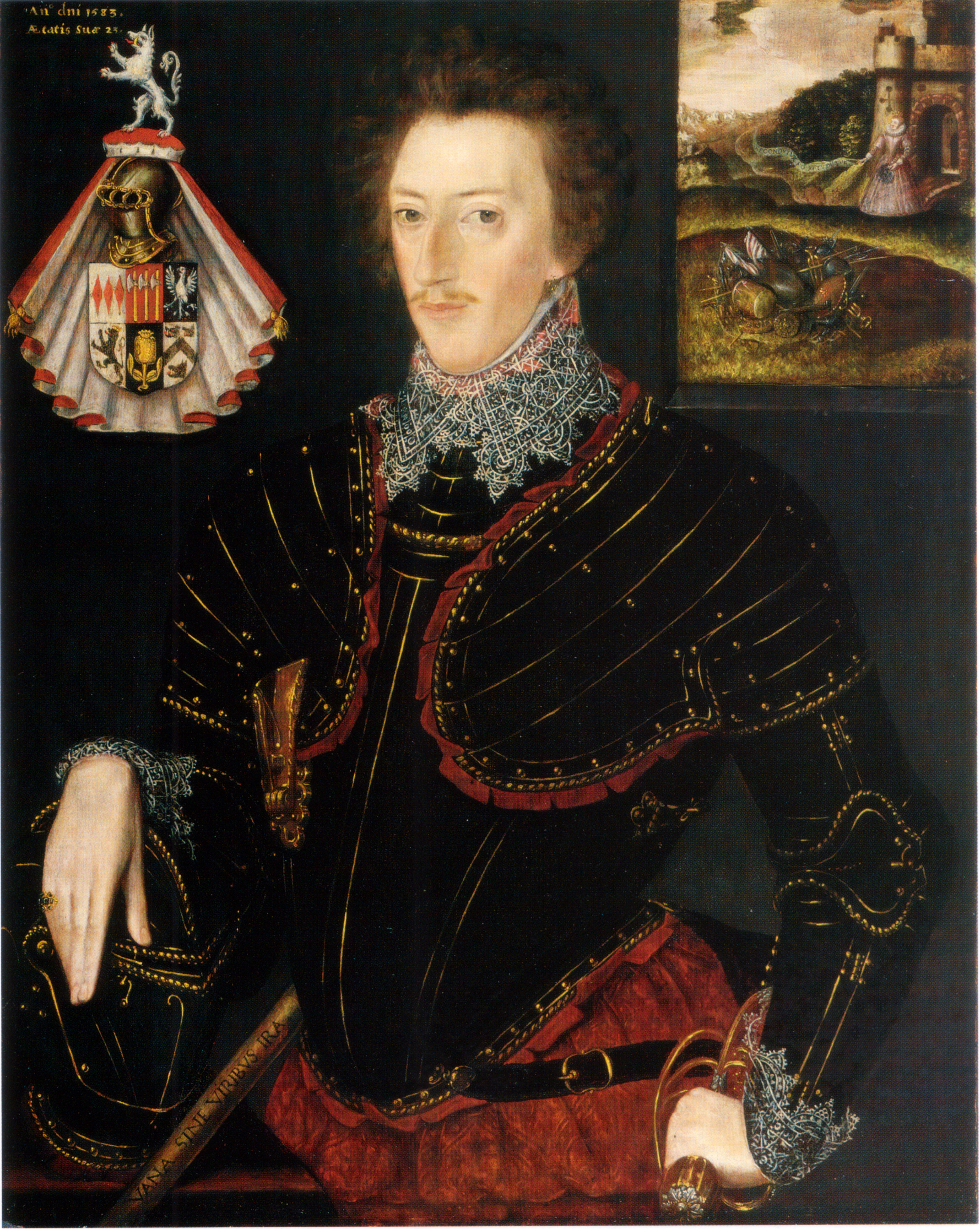
Edward Hoby
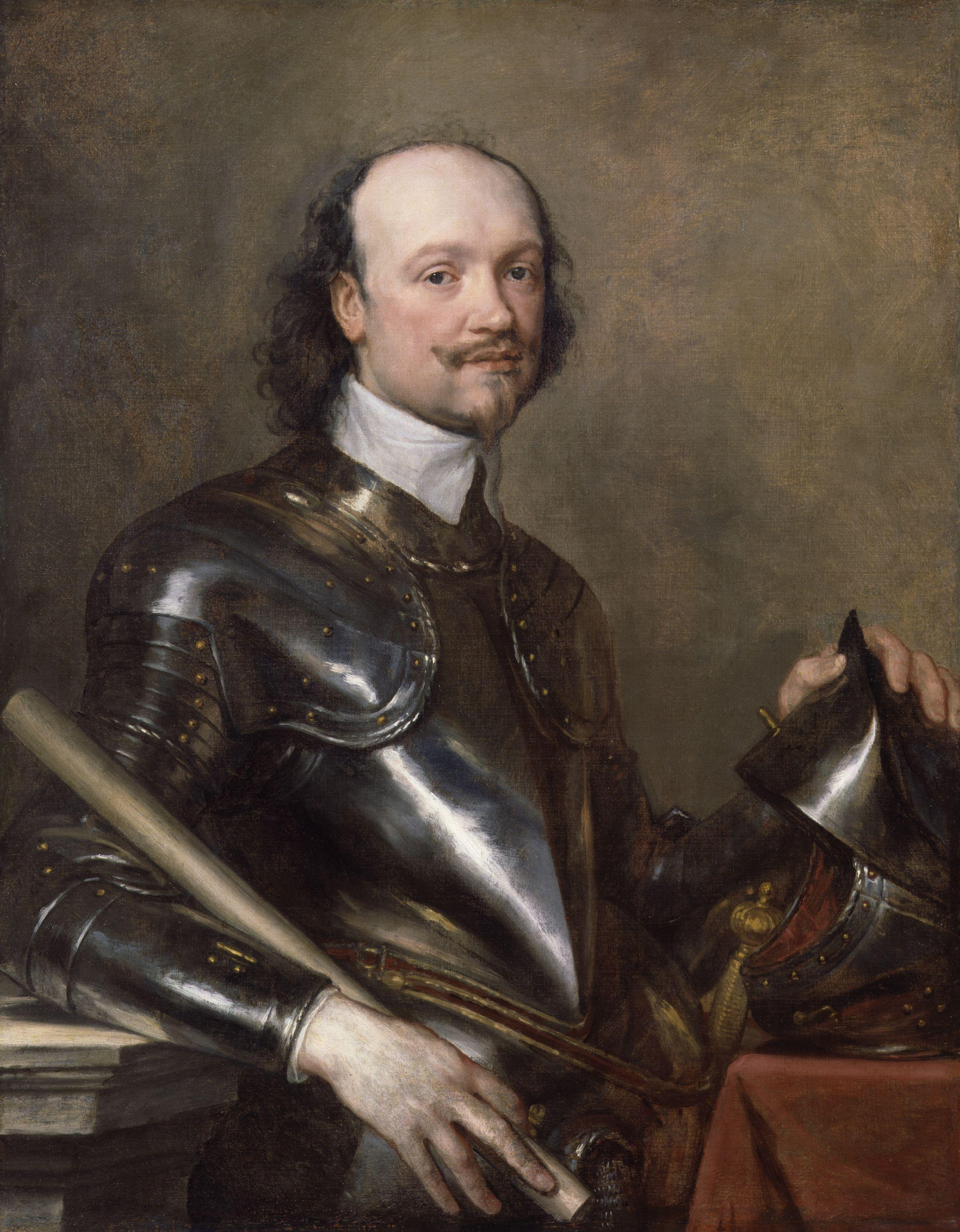
Sir Kenelm Digby